# أنطونيو كوستا
أنطونيو لويس سانتوس دا كوستا (بالبرتغالية: António Costa) (و. 1961  م) هو سياسي، ومحامي، من البرتغال، ولد في لشبونة.

## مناصب
تولى منصب رئيس وزراء البرتغال، و‌عمدة لشبونة، و‌نائب رئيس البرلمان الأوروبي، و‌عضو في البرلمان الأوروبي.

## التعليم
تعلم في جامعة لشبونة.

## جوائز
حصل على جوائز منها:
- الصليب الأعظم لنيشان كارلوس الثالث (2016)[6]
- نيشان الأمير هنري
- نيشان بولونيا ريستيتوتا
- نيشان الاستحقاق المالطي
- نيشان الاستحقاق النرويجي الملكي
- نيشان الاستحقاق الليتواني
- نيشان صليب تيرا ماريانا
- وسام القديس غريغوريوس الكبير
- وسام الكنز المقدس [الإنجليزية]‏
- الصليب الأعظم لنيشان الاستحقاق من جمهورية بولندا
- نيشان الاستحقاق الملكي النرويجي من رتبة صليب أعظم
- نيشان ابن الأمير هنري من رتبة صليب أعظم
- وسام ريو برانكو
- نيشان صليب تيرا ماريانا من الرتبة الثالثة
- نيشان الصليب الأعظم لرهبانية القديس غريغوري الكبير من رتبة فارس
- الصليب الأعظم لنيشان الاستحقاق الليتواني من رتبة فارس  [لغات أخرى]‏
- نيشان الاستحقاق لجمهورية بولندا.

## روابط خارجية
- أنطونيو كوستا على موقع IMDb (الإنجليزية)
- أنطونيو كوستا على موقع مونزينجر (الألمانية)
- أنطونيو كوستا على موقع كينوبويسك (الروسية)